# Mária Schumerová
Mária Schumerová (* 18. května 1995, Michalovce) je slovenská herečka.
Je absolventkou VŠMU v Bratislavě. Hostuje ve Slovenském národném divadle a účinkovala také v Divadle Astorka. Účastní se také Letních shakespearovských slavností, kde ve hře Romeo a Julie ztvárňuje roli Julie.

## Divadlo

### Role v SND
- Gerhart Hauptmann: Před východem slunce
- Chanoch Levin: Pohreb alebo svadba - čo skôr?
- Božena Slančíková-Timrava a Daniel Majling: Bál
- Christopher Hampton: Popel a vášeň

## Televize

### Seriály
- 2018: Oteckovia
- 2019: Delukse
- 2019: Kriminálka 5.C

### Filmy
- 2020: Sviňa